# Olga Pericet
Olga Pericet (n. Córdoba, 1975) es una bailaora, bailarina y coreógrafa de flamenco y danza española. Es una de las figuras más renovadoras de la escena flamenca actual.
Ha sido ganadora de importantes reconocimientos como el Premio MAX por mejor coreografía por De Cabeza, Premio Artista revelación en el Festival de Flamenco de Jerez, Premio Villa de Madrid a la mejor intérprete de danza, entre muchos más.
Ha estudiado con grandes figuras como Matilde Coral, Manolo Marín, Maica Moyano,  La Toná, José Granero y Cristóbal Reyes, entre otros. Ha sido solista y artista invitada de compañías como la de Rafaela Carrasco, Nuevo Ballet Español, Arrieritos, Miguel Ángel Berna, Teresa Nieto, Belén Maya y Ballet Nacional de España.

## Trayectoria
Olga Pericet nació en 1975 en Córdoba, donde obtiene la Licenciatura en Danza Española en el Conservatorio Profesional Luis del Río. También ha estudiado en Sevilla y Madrid con maestros como Matilde Coral, Manolo Marín, Maica Moyano, La Toná, José Granero, Cristóbal Reyes y Milagros Mengíbar, entre otros.
Estuvo bailando en distintos tablaos en Japón y Madrid, cuando en 1998 entra a formar parte de la compañía de Rafael Amargo, siendo la primera bailarina de ésta. Dentro de la compañía estrenó Poeta en Nueva York en el 2001, siendo la primera bailarina.
Para el 2002 pasa a formar parte de la compañía de Rafaela Carrasco. En 2003 participa como artista invitada en el Festival Milenium en el espectáculo A Tres Bandas, con música de David Dorantes, donde comparte escenario con Lienz Chang, Montse Cortés, Miguel Ángel Berna y Maite Bajo. Con el espectáculo Amor Brujo, en donde fue primera bailarina, obtuvo muy buenas críticas después de haberse estrenado en la Quincena Donostiarra.
Para el año 2004, Pericet estrena como solista y coreógrafa el espectáculo Bolero, Cartas de Amor y Desamor en Madrid, el cual es después presentado y recibe muy buenas críticas en Barcelona, donde participa Edith Salazar y actúan Lucía Bosé, Terele Pávez, Antonia San Juan y Loles León, entre otros. Ese mismo año estrena con el Nuevo Ballet Español la obra Tierra, y colabora en el papel de Ama de Julieta en la obra Romeo y Julieta. Pericet obtiene el 1.er Premio a la Coreografía gracias a su participación en el XII Certamen Coreográfico de Danza Española y Flamenco de Madrid con la pieza Suite en Cámara Negra.
En 2005 crea el espectáculo Cámara negra junto al bailaor Manuel Liñan. Ese mismo año crea la compañía Chanta la Mui junto con Marco Flores y Daniel Doña, donde realizan un montaje con el mismo nombre que significa Cállate la boca. Es artista invitada en la Compañía Residente Miguel Ángel Berna de Zaragoza y participa en el espectáculo Las trece rosas de la Compañía Arrieritos. Junto con Daniel Doña participa en el Ciclo del Teatro Pradillo con A pedir de Boca. Daniel Doña la invita a su espectáculo Estación Seca-Atakedona junto con Caludia Faci y junto con Marco Flores es artista invitada en el Festival Flamenco de la Fortuna. En 2006, gana el Premio Pilar López a la Mejor Intérprete de Danza de los Premios Villa de Madrid, por su trayectoria en 2005.
El segundo trabajo de la compañía Chanta la Mui fue llamado Complot, el cual fue estrenado en el ciclo La Otra Mirada del Flamenco. Luego estrenan el XV Bienal de Flamenco de Sevilla, En sus 13. En el 2009 participa con una coreografía para la compañía de Teresa Nieto en el espectáculo De cabeza. Gracias a esto ganó el Premio MAX a mejor coreografía. En el 2010 Chanta la Mui, junto con Belén Maya, crean su tercer espectáculo titulado Bailes alegres para personas tristes, estrenado en el Festival de Jerez. Gracias a este trabajo, Pericet gana el Premio Artista Revelación.
En 2011, Pericet lanza su primer trabajo en solitario, Rosa Metal Ceniza, por el cual recibe una nominación a mejor intérprete femenina de danza en la XV edición de los Premios MAX las artes escénicas. Su segundo trabajo como solista se titula De una Pieza, el cual fue estrenado en 2012 en la cuarta edición del festival de flamenco Biennale Holanda y festival de Düsseldorf en Alemania. En ese mismo año participa en el documental de Vicente Pérez Herrero Flamenco de raíz, nominado a cinco candidaturas a los Premios Goya.
En 2012 también es artista invitada del Ballet Nacional de España para la producción Ángeles Caídos. En 2014 estrenó su nuevo espectáculo Pisadas, en el Festival de Jerez.

## Premios
| Año  | Premios |
| ---- | --- |
| 2004 | Primer premio de coreografía y música en el Certamen de Danza Española y Flamenco de Madrid                                                                            |
| 2006 | Premio Villa de Madrid a la mejor intérprete de danza Premio Nacional de Flamenco Pilar López                                                                          |
| 2009 | Premio MAX por la coreografía De cabeza, que elaboró junto con el resto del elenco                                                                                     |
| 2011 | Premio Artista Revelación en el Festival de Jerez |
| 2012 | Premio Flamenco hoy otorgado por la crítica especializada a la mejor bailaora Nominación a mejor intérprete femenina de Danza en XV Premios Max de las Artes Escénicas |
| 2014 | Premio El Ojo Crítico de Danza 2014 |
| 2018 | Premio Nacional de Danza 2018, modalidad de interpretación. |
| 2024 | Premio MAX a mejor coreografía por La materia |